# 준법투쟁
준법투쟁(遵法鬪爭)은 쟁의행위의 하나로서, 작업장에서 필요한 업무를 최소한으로만 유지하거나 보안규정이나 안전규정을 필요 이상으로 아주 엄격하게 준수함으로써 작업능률과 생산능률을 일부러 저하시키는 투쟁방식이다. 준법투쟁은 일부러 작업능률을 저하시킨다는 점에서 태업과 유사하며 의식적으로 업무를 방해하거나 기물을 파손하는 사보타주와는 달리 합법적인 쟁의 방법이다. 일반적으로는 파업이나 직장폐쇄보다는 덜 공격적인 방법이며 단지 규칙을 준수하는 것이므로 징계를 피할 수 있다. 예로는 간호사들이 전화를 받지 않는 것, 학교 교사가 학생들에게 추천장을 써주지 않는 것, 철도 노동자가 안전 규칙을 정확히 지켜 연착을 유도하는 것 등이 있다.

## 같이 보기
- 태업
- 파업
- 사보타주
- 아게오 사건

## 참고 자료
- 이 문서에는 다음커뮤니케이션(현 카카오)에서 GFDL 또는 CC-SA 라이선스로 배포한 글로벌 세계대백과사전의 내용을 기초로 작성된 글이 포함되어 있습니다.